# Ekerö (comune)
Ekerö è un comune svedese di 25 347 abitanti, situato nella contea di Stoccolma. Il suo capoluogo è omonimo ed è la residenza privata del re di Svezia.

## Località
Nel territorio comunale sono comprese le seguenti aree urbane (tätort):
- Älvnäs
- Drottningholm
- Ekerö
- Ekerö sommarstad
- Kungsberga
- Parksidan
- Solsidan
- Stenhamra
- Sundby
- Tureholm